# 蔡永常
蔡永常（1950年8月5日—2025年4月22日），雲林縣政治人物，綽號「黑松」（北港黑松），雲林縣口湖人，曾任國大代表、雲林縣議員、財團法人北港朝天宮董事長、雲林縣口湖鄉長，女兒蔡孟真為現任雲林縣議員。
早年是叱吒台灣南北的縱貫線老大，有「縱貫線大哥大」、「縱貫線教父」等名號，雖然現在於江湖上已是退隱身份，但在江湖上地位依舊是被尊崇為教父級的人物，其生涯在台灣備受爭議。

## 生涯

### 早年生活
1960年代末，蔡永常年輕時曾在雲林縣北港鎮地區以開計程車為業，結識了當時的縱貫線大哥朱玉麟，因其個性海派、剽悍，很得大哥賞識，帶著他結識南北縱貫線上的多位大哥，名號逐漸打響。朱玉麟逝世後，蔡永常取代其地位，由於豪爽、講義氣，聲名如日中天，成為當時縱貫線上的一霸，人稱「黑松」。
1970年代間，蔡永常率眾南下至台灣當代最繁華的高雄市發展勢力，與當地角頭結義凝聚成一股不容小覷的勢力，並透過娛樂產業結識縱貫線南北二路的多位大哥。當代國內兄弟競相介入秀場「包檔、包秀」大餅時，「黑松」因對藝人一言九鼎，在當時的秀場影響力很大，亦在高雄為自己打出「北港黑松」的名號而聲名遠播。
1982年間，當時紅遍全台灣的藝人高凌風於台北市西門町由竹聯幫經營的寶馬歌廳拒唱引發糾紛遭到斧頭砍傷，高凌風便南下尋求蔡永常的庇護。因拒唱風波越鬧越大，高凌風特別邀請「黑松」出面解決，黑松還另請十大槍擊要犯之首「雙伍仔」楊雙伍、「軍火大亨」許金德、「耀國仔」陳耀國、「宏文仔」洪鋒文、「小林仔」林明義、「猴山仔」吳松義等當代中南部頂尖殺手北上和竹聯幫談判，竹聯幫的「神經劉」劉煥榮也應邀北上，參加了當時可能爆發的一場黑道南北戰爭。
「雙方談判時，黑松表現出了大哥的風範，並表示息事寧人的態度，希望大家和平解決，因為「竹聯」的大哥們也敬重「黑松」的四海為人，願意賣他面子，最後由高凌風公開道歉，補唱「狄斯角」一檔秀表示歉意，才結束了一場化不開的風暴」。
1983年4月2日，高凌風因檔期問題再惹上楊雙伍，並於高雄市藍寶石歌廳引發槍擊糾紛遭開槍射中大腿，當時再由蔡永常出面幫忙擺平，事情才告一段落。當時蔡永常才三十出頭，成為轟動南北二路，名號響亮的大哥級人物。幫派分子敬重他，許多政壇人士及影劇界人士也喜歡結交他，他也因此多次成為情治單位注意的對象。
當時竹聯幫幫主陳啟禮為拓展中南部版圖，找劉煥榮邀請蔡永常擔任竹聯幫副幫主，卻因蔡永常身邊小弟一句「何必去當外省人的小的」而作罷。至今他跟現任竹聯幫幫主黃少岑與多位外省幫大老仍有深厚情誼，是當時少數願意與外省掛幫派有深交的本省角頭大哥，而本省掛天道盟吳桐潭等多位高層人士也與黑松有深厚交情。
1984年，台灣政府實行「一清專案」全國大掃黑時，蔡永常也因盛名之累被情治單位列入掃黑名單遭逮捕，因罪證不足而獲不起訴。而後幾年蔡永常為躲避一清掃黑，全心投入「文蛤」的養殖研究，最後成功地養殖出文蛤苗，成為台灣的文蛤幼苗專家之一。
1990年初，蔡永常因出面擺平遭到十大槍擊要犯之首的林來福綁票勒贖事件而結下恩怨，導致蔡永常的左右手綽號「two-pair」張火生於嘉義縣六腳鄉假期飯店遭槍殺。當時警方嚴正防範會引起一場黑道復仇，直至林來福落網後終告一段落。

### 參與政治
1996年3月，蔡永常參選中華民國第三屆國大代表選舉，以最高票當選。而後參與次級問政團體「祥和會」，並擔任第14全大會黨代表，蔡永常的江湖聲望如日中天。當時與天道盟羅福助被合稱為政壇上的大哥，政壇上當時流傳一句話：「立法院有個羅福助、國民大會有個蔡永常」。
1996年8月，「治平專案」舉行全國大掃黑，全國有八名重量級的大哥入榜，蔡永常為其中一位，當時政府修法頒布「蔡永常條款」，可以「未經審判」直接將中央級民代國大代表移送綠島監獄，因此而入獄兩年，創下中華民國史上第一位中央級民代被掃黑的記錄。
2002年，蔡永常投入第七屆雲林縣財團法人北港朝天宮的董事選舉，並問鼎董事長一職。其胞姐前立法委員曾蔡美佐與前國策顧問蘇洪月嬌，長達數十年的地方政治恩怨，在此次選舉登上全國版面，而後在蔡永常的調解下，化解蘇家班與蔡家長年之間的嫌隙。同年2月4日，蔡永常率團朝天宮董監事一行人前往台中大甲鎮瀾宮上香參訪，是台灣兩間媽祖廟因正統問題交惡後睽違十五年首度破冰參訪，備受台灣各界及媒體關注。
2005年5月，蔡永常因涉嫌高雄市議員楊色玉胞弟投資的喜宴廣場餐廳槍擊案，而遭警方逮捕引起社會關注，最終因罪證不足獲不起訴。同年間，蔡永常投入第十六屆雲林縣議員的選舉。2006年7月，因涉及選舉時以贈送毛毯賄選，而被判處當選無效。同年11月，第八屆財團法人北港朝天宮改選董事會，蔡永常以一票之差輸給胞姐曾蔡美佐，此次董事會選舉更讓姐弟倆的鬥爭浮上檯面。
2009年，蔡永常再投入第十六屆雲林縣口湖鄉鄉長選舉當選。其女蔡孟真也當選第十七屆雲林縣議員。

### 晚年
晚年蔡永常除在雲林縣口湖鄉金湖老家經營水產養殖業與種植農作物，淡出政壇，也淡出江湖，但訪客依舊絡繹不絕。
2009年投入雲林縣第十六屆口湖鄉鄉長選舉亦當選，並於2010年3月1日就職雲林縣口湖鄉鄉長。2014年再投入第雲林縣十七屆口湖鄉鄉長選舉與蘇治芬結盟，獲得民進黨禮讓及獲得李進勇站台，亦當選連任，並於2014年12月25日就職雲林縣口湖鄉鄉長。
2015年蔡永常因疑利用呂姓、楊姓兩名人頭掛名擔任鄉長司機並支領薪資詐領薪資，將所得交給女兒蔡昀軒繳納貸款，涉嫌違反《貪污治罪條例》被法院裁定收押。並於8月裁定無犯罪事實而當庭釋放。2016年7月1日尚在任期內因案辭去鄉長職務。
2025年5月，蔡永常因病辭世，家屬於雲林縣口湖鄉老家舉辦告別式。當日來自各界的政商名流、地方好友與藝人紛紛前往弔唁，例如：治喪委員會主委國策顧問黃銘得，民進黨執行長林右昌、立法委員劉建國、雲林縣前縣長蘇治芬、現任縣長張麗善與議長黃凱也率縣府及議會團隊、嘉義區漁會名譽理事長林水樹，雲林縣副議長兼北港朝天宮董事長蔡咏鍀。

## 家族
胞姐曾蔡美佐曾任雲林縣縣議員、省議員及立法委員。胞兄蔡嘉雄曾任口湖鄉鄉民代表。胞弟蔡永華曾任口湖鄉代表會副主席。女兒蔡孟真為現任雲林縣議員。表親林逢錦為前雲林縣議員及副議長。

## 爭議
蔡永常曾有槍砲、恐嚇、勒索及傷害等前科，一般認為目前有多位在各自領域發光發熱的名人，曾是蔡永常身邊的「門生」，有多數社會大老早期也曾受過蔡的照顧，並多有正面發展，其與日本、中國大陸、香港及澳門等地區政商關係匪淺。而因其身份經歷長久以來被認為與黑道脫不了關係。

## 軼聞
蔡永常早年雖以剽悍而知名，但其在道上盛名遠播則多來自於幫助社會相關人士喬事仲裁而來。藝人高凌風、豬哥亮等人，都曾經受到蔡永常的幫助而擺平在黑道的紛爭，以及在逃避黑道追殺期間也都曾經躲避在蔡永常家中安置。演員高鳴、馬如龍、歌星蔡秋鳳等人與蔡永常有義兄弟妹關係，在蔡永常2010年母喪葬禮上也以義子女身份列席在家屬之中。
江湖方面不論本省或外省如天道盟「魁哥」楊登魁、竹聯幫「神經劉」劉煥榮、「軍火大亨」許金德等人，在早年新聞報導裡，曾經被相關的情治單位多次指稱蔡永常可能藏匿或包庇這些正在逃亡的黑幫人物，並且多次遭到情治單位出動一、兩百人前往住家搜查，從此可窺知蔡永常早年經常幫助江湖人士而廣為人知，同時也長年遭情治單位監控。綽號「黑松」來自於外型黝黑及名字「常」字的台語發音而來，因蔡永常發跡於雲林北港一帶而被情治單位視為北港老大，也同時影響了早年北港及沿海地區的青少年或幫派份子，取綽號都加上一個「黑」字表示尊崇。
問政團體「祥和會」會長也曾經是天道盟關係人的「光頭陳」陳治男，時任國大代表期間曾經動員政治資源全力救援遭「治平專案」掃黑逮捕的蔡永常。天道盟在「圓仔花」鄭仁治時代也曾邀請蔡永常擔任相關顧問，但皆以已經退隱江湖而婉拒。前十大槍擊要犯「雙伍仔」楊雙伍以及高雄地方聞人「車頭宏文仔」洪鋒文等人，是蔡永常的結拜義弟。桃園地方聞人天道盟正義會「細鯽仔」段樹文曾經追隨過洪峰文，因此段樹文也與蔡永常關係深遠，在江湖上也被視為是蔡永常一系的人馬。媒體報導同是雲林地方聞人且被視為是黑白兩道幕後金主的王易常，曾經是出身於蔡永常旗下的人馬。朝天宮董事長綽號「黑義」的蔡咏鍀，曾經為王易常集團下的組頭之一，並在2002年間曾經受蔡永常提攜競選朝天宮副董事長時崛起。
早年有不少台灣人在日本開店做生意常被日本黑道刁難，有些台商回台灣請蔡永常至日本調解，使得蔡永常結識日本山口組進而成為好友，名號遠播至日本。曾經胞姐曾蔡美佐參選立法委員成立競選總部時，蔡永常邀請來台灣進行廟宇參訪的日本東京新宿區的「媽祖之友會」會長等人一同參與站台，被媒體披露該媽祖之友會成員具有山口組內部組織古川組的身份而震驚社會。

## 選舉紀錄
| 年度 | 選舉屆數               | 選舉區           | 所屬政黨   | 得票數 | 得票率 | 當選標記 | 備註 |
| ---- | ---------------------- | ---------------- | ---------- | ------ | ------ | -------- | ---- |
| 1996 | 第三屆國大代表選舉     | 雲林縣第二選舉區 | 中國國民黨 | 37,056 | 22.1%  |          |      |
| 2005 | 第十六屆雲林縣議員選舉 | 雲林縣第六選舉區 | 無黨籍     | 8,417  | 14.54% |          |      |
| 2009 | 第十六屆口湖鄉鄉長選舉 | 雲林縣口湖鄉     | 無黨籍     | 7,638  | 50.63% |          |      |
| 2014 | 第十七屆口湖鄉鄉長選舉 | 雲林縣口湖鄉     | 無黨籍     | 12,681 | 100%   |          |      |